# Зиновьевская
Зиновьевская — деревня в Вельском районе Архангельской области. Входит в состав Муниципального образования «Благовещенское». Носит также неофициальное местное название Верхняя.

## География
Деревня расположена в 67 километрах на север от города Вельска, на правом берегу реки Кокшеньга притока Устьи. Ближайшие населённые пункты: на северо-востоке — деревня Сафроновская.

## Население
| 2002 | 2010 | 2012 | 2014 |
| ---- | ---- | ---- | ---- |
| 4    | ↘2   | ↘1   | →1   |

## История
Указана в «Списке населённых мест по сведениям 1859 года» в составе Шенкурского уезда Архангельской губернии под номером «2170» как «Зеновьевская (Зеньковская, Верхняя)». Насчитывала 8 дворов, 36 жителей мужского пола и 30 женского.
В «Списке населенных мест Архангельской губернии на 1 мая 1922 года» в деревне уже 15 дворов, 63 мужчины и 60 женщин.